# St. Petri (Seehausen)

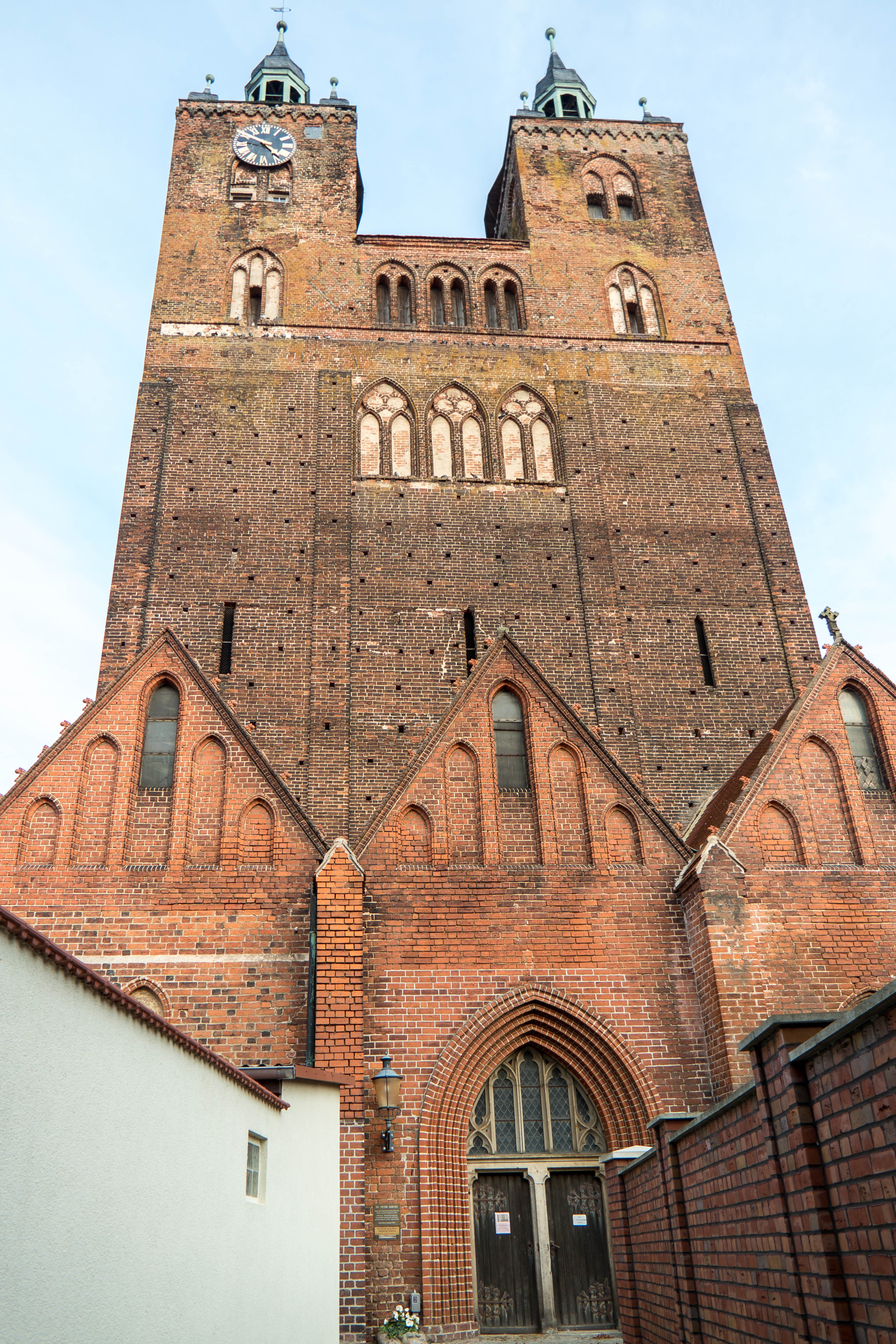
St. Petri

Gesamtansicht von Südosten

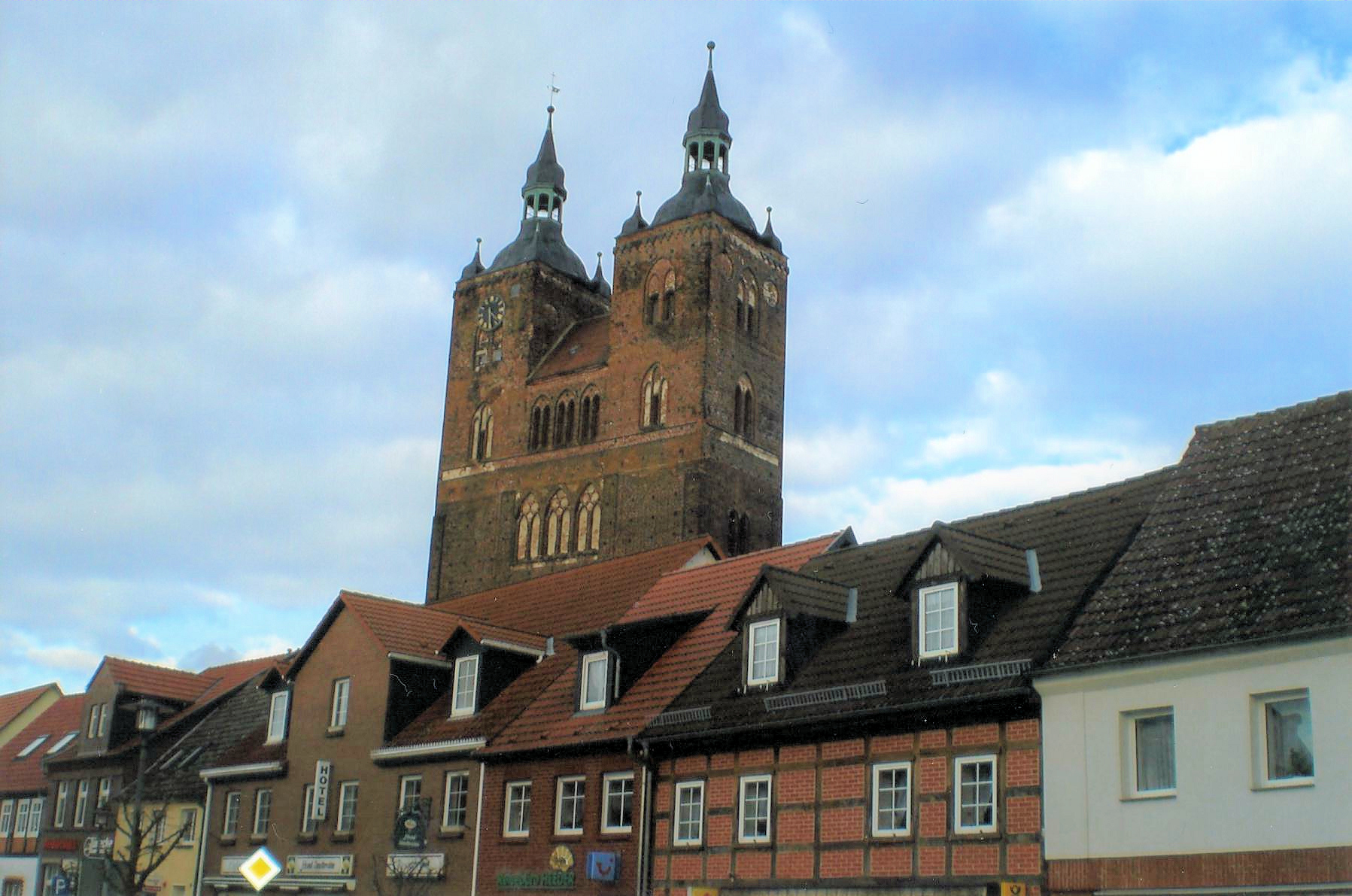
Türme von St. Petri

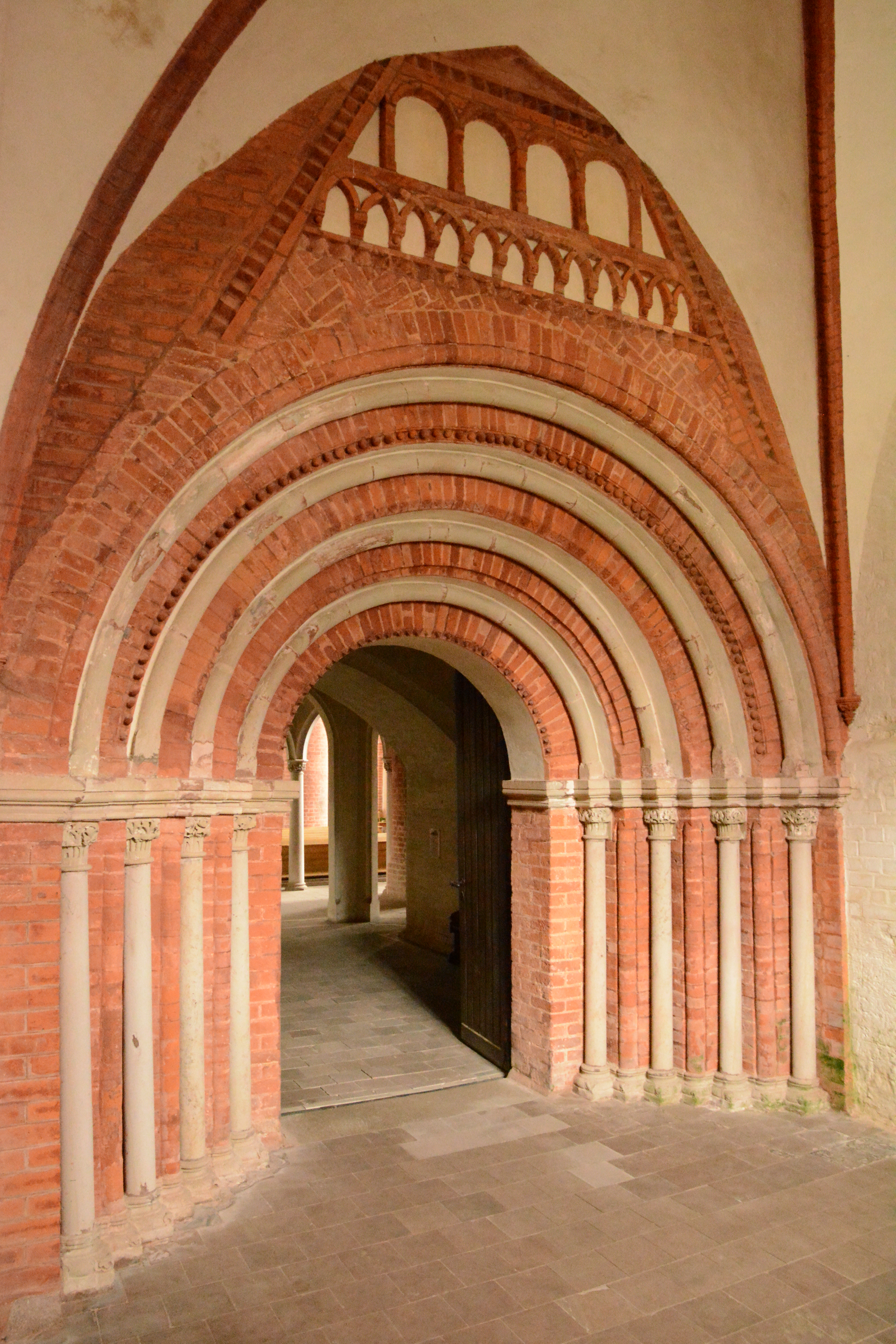
Romanisches Westportal

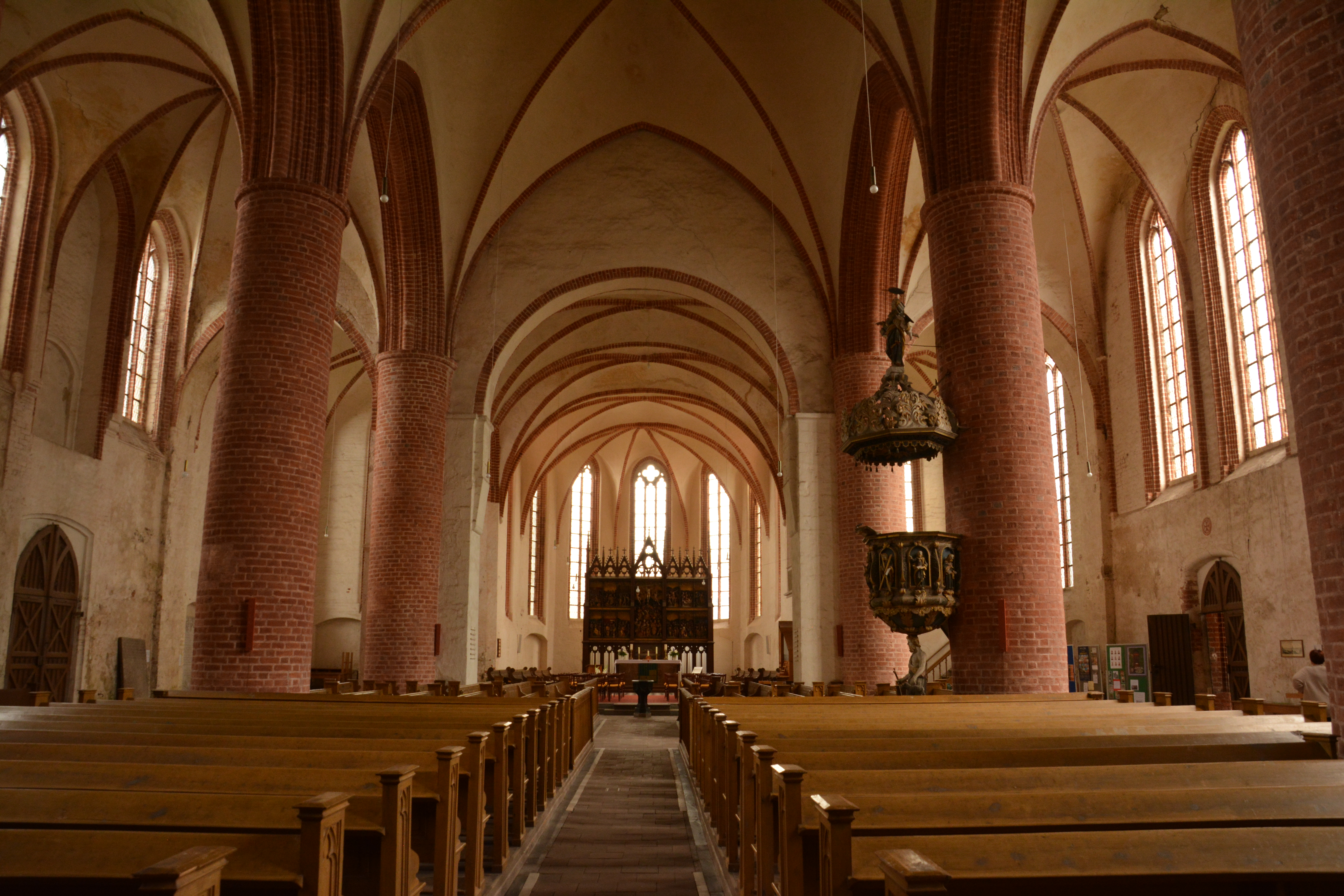
Gesamtansicht innen

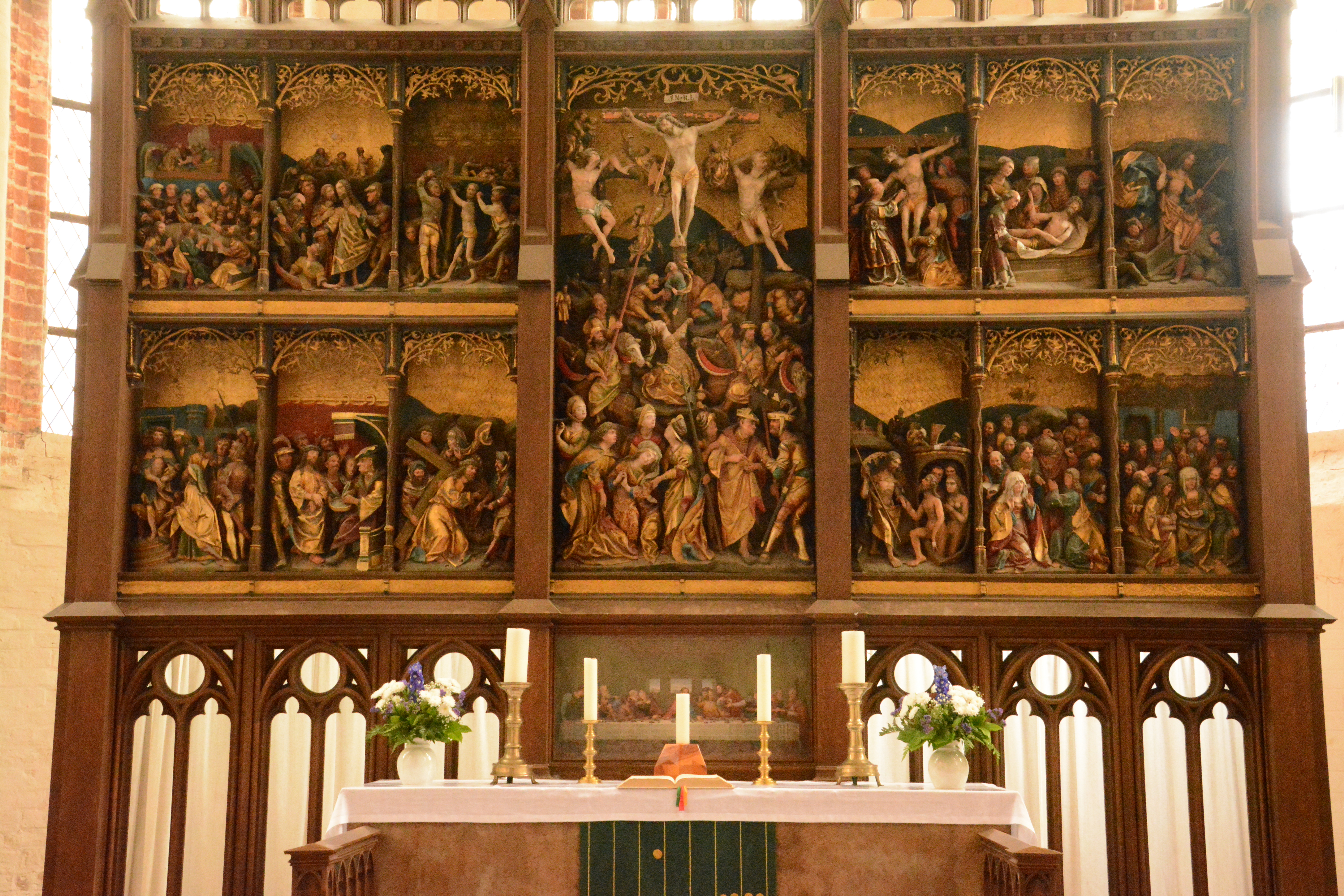
Altar

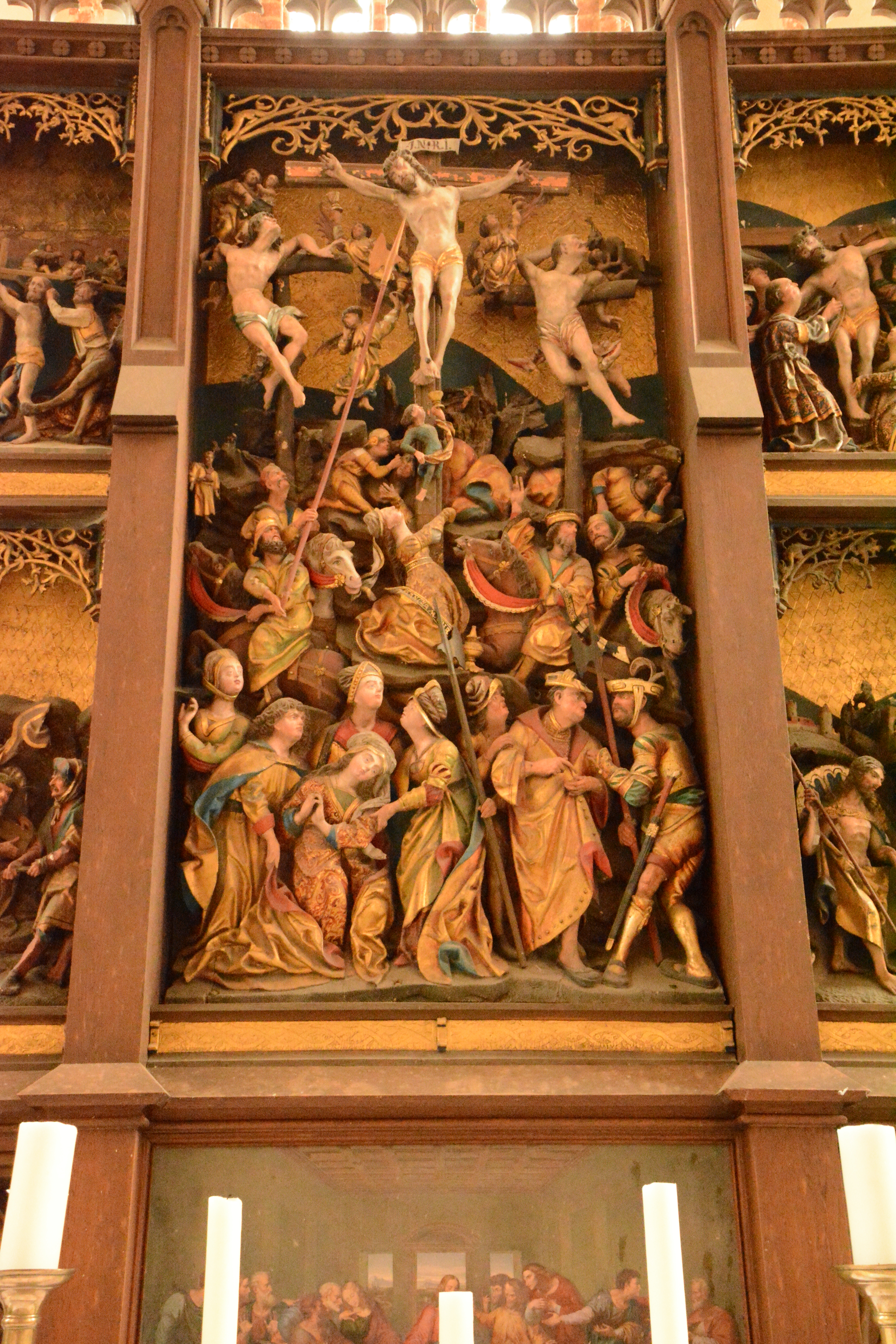
Mittelteil des Altars

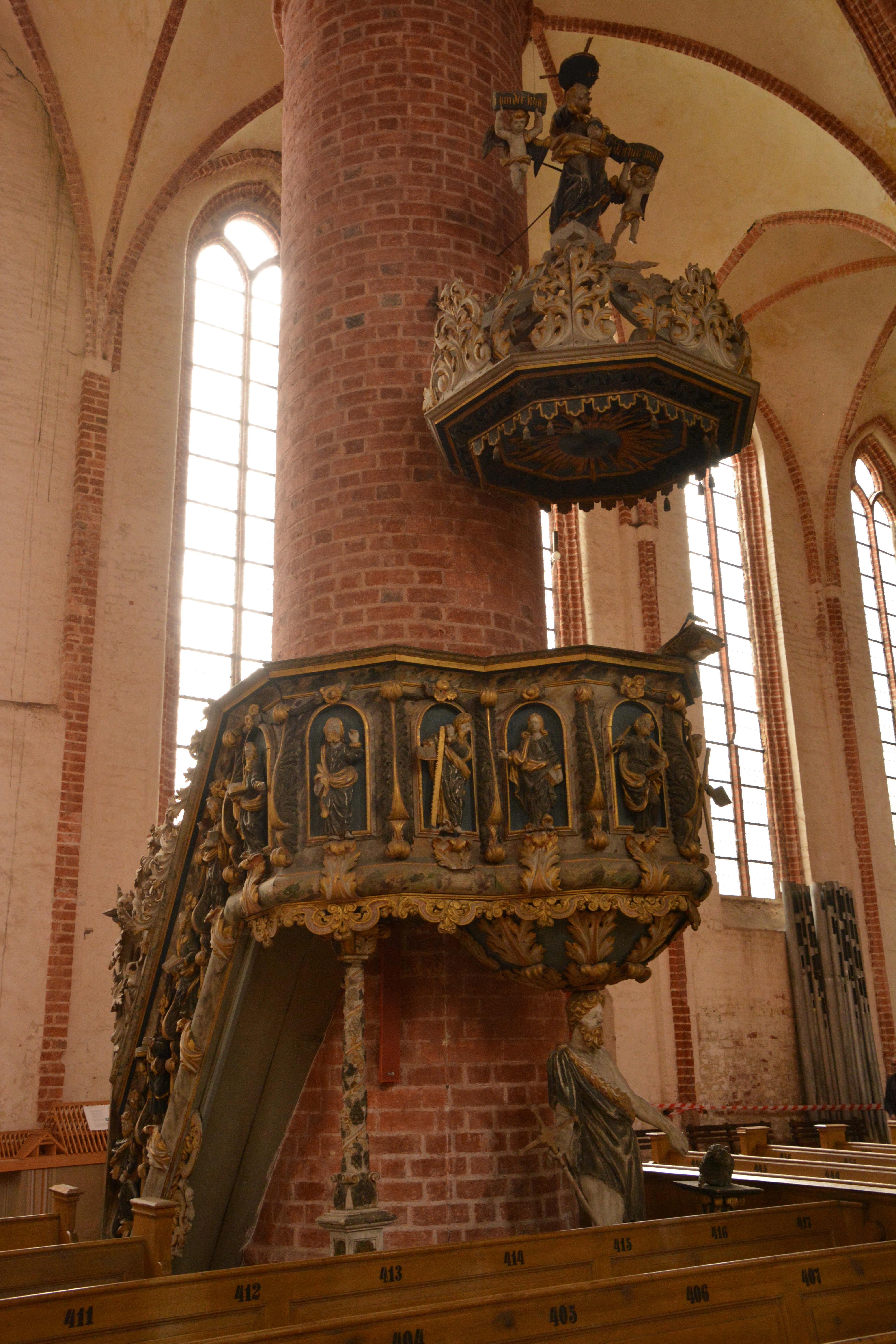
Kanzel

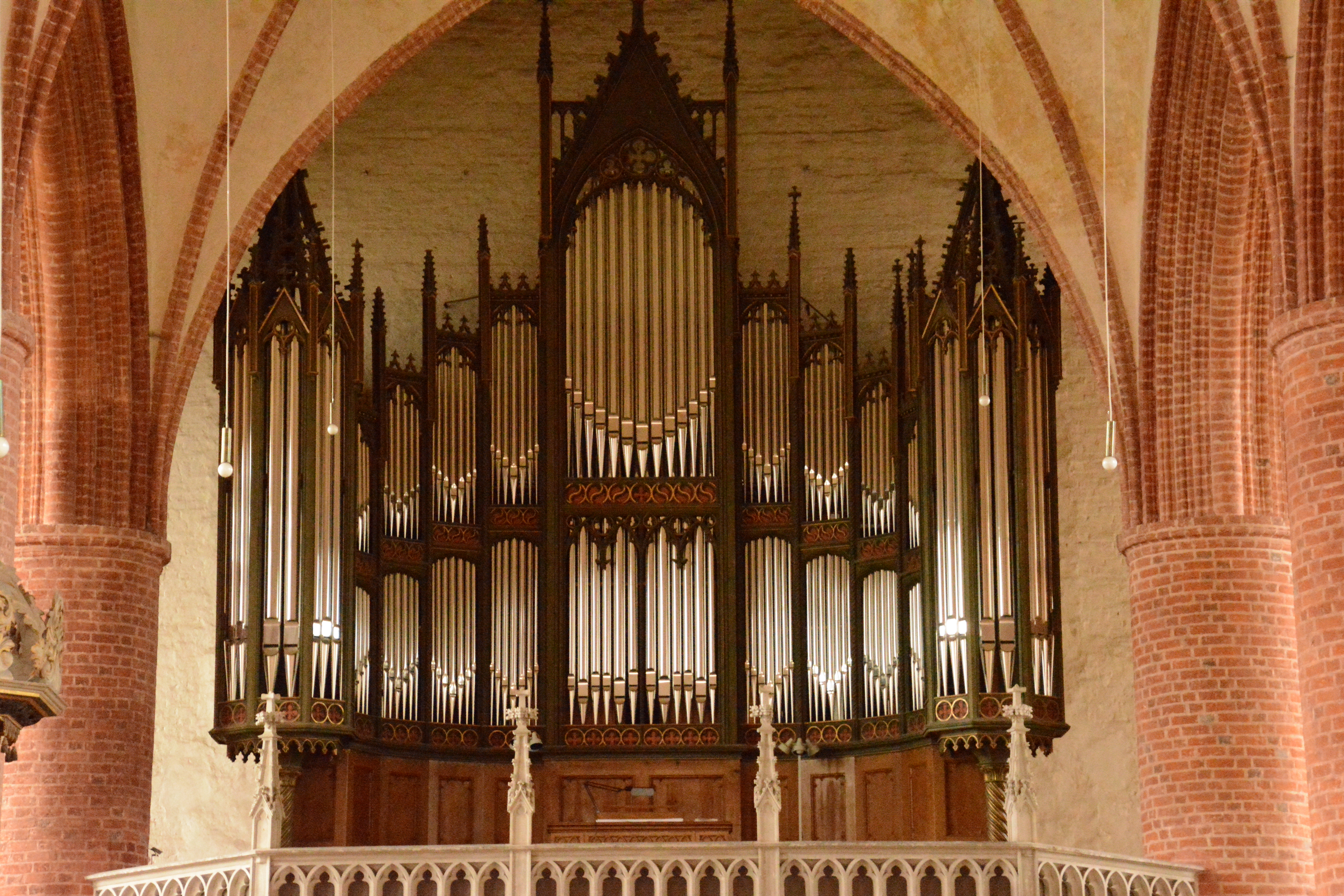
Orgel

Die evangelische Stadtkirche St. Petri Seehausen ist eine Stadtkirche im Stil der Backsteingotik in Seehausen (Altmark). Sie gehört zum Kirchenkreis Stendal der Evangelischen Kirche in Mitteldeutschland.
In der von der Elbe geprägten Landschaft der Altmärkischen Wische ist die St. Petri-Kirche als Landmarke weithin sichtbar. Bedeutung bekam die Kirche als Verwaltungssitz des Bistums Verden, später als Propstei des Stifts St. Nikolaus in Beuster.

## Geschichte und Architektur
Die ursprünglich in Feldstein ausgeführte dreischiffige kreuzförmige Basilika des späten 12. Jahrhunderts wurde im frühen 13. Jahrhundert durch einen doppeltürmigen Westbau in Backsteinmauerwerk erweitert. Der Westbau zeigt in der Mittelachse ein prachtvolles rundbogiges Säulenportal, dessen Leibungen in Backstein und Haustein ausgeführt sind. Es ist in einer 1486 dem Westbau vorgesetzten Vorhalle verborgen.
Das Portal, 1220 geschaffen, erzielt seine beeindruckende Wirkung mit einer seltenen Materialverwendung, ausgeführt als Backstein-Stufenportal mit eingestellten Sandstein-Gewändesäulen. Jedes Kapitell hat je nach Stein und Bearbeitung sein eigenes Aussehen. Die Kapitelle, die mit einer durchgehend profilierten Kämpfer-Zone abschließen, bilden so den Rahmen für den Pflanzenschmuck aus Sandstein. In den Archivolten ist der Materialwechsel mit verzierten Backstein-Rundbögen und Sandstein-Wulstbögen weitergeführt. Das Portal ist als Bedeutungsträger Bild für den Eingang zum Paradies, der Zugang in die Kirche als „Stadt Gottes“ in das „Himmlische Jerusalem“.
Im 2. Viertel des 15. Jahrhunderts erfolgte bis gegen 1470 die Umwandlung zu einer dreischiffigen Hallenkirche. Baumaterial ist der vielfältig formbare Backstein. In den Sockeln der Außenwände wurden Feldsteine vom Vorgängerbau verwendet. Der Triumphbogen des alten Langhauses blieb dabei als Zäsur erhalten.
Die Außenwände der Hallenkirche sind nach dem Vorbild der Johanniskirche in Werben mit Maßwerkstreifen aus Formsteinen und einem Maßwerkfries unter dem Hauptgesims geschmückt. Dabei sind ähnlich wie im Stendaler Dom je zwei Fensterachsen in den Seitenschiffen zu einem Mittelschiffsjoch zusammengefasst. Dadurch entstehen fünfteilige Kreuzrippengewölbe in den Seitenschiffen. Kräftige Rundpfeiler tragen die Scheidbögen zwischen den Seitenschiffen und dem Mittelschiff im Langhaus.
Die Türme wurden etwa gleichzeitig mit dem Umbau zur Hallenkirche erhöht und im Jahr 1481 mit Spitzhelmen abgeschlossen. Die Spitzhelme wurden 1676 durch Blitzschlag zerstört und bis 1678 durch die geschweiften Hauben mit Laternen und vier niedrigen Ecktürmchen ersetzt, die heutige Höhe beider Türme beträgt seitdem 62 m. In den obersten Geschossen des Westbaus befindet sich auf 45 m eine Türmerwohnung.
An das dreischiffige Langhaus der Hallenkirche mit dreieinhalb Jochen schließt sich der nach 1470 erbaute niedrigere Chor an, dessen letztes Joch einschiffig mit einem fünfseitigen Polygon schließt. Die Seitenschiffe des Chors sind mit eigenen Dächern geschlossen. In das östliche Joch des südlichen Chorseitenschiffs wurde eine Sakristei mit darüber liegender Empore eingebaut. Die dem Westbau in voller Breite vorgelagerte dreischiffige Vorhalle von 1486, die später durch Trennwände in drei Räume unterteilt wurde, kennzeichnet den Abschluss der Bauarbeiten. Restaurierungen fanden in den Jahren 1933/34, 1952 bis 1956 (Reduzierung der Emporen) und 1973 bis 1977 (Erneuerung der Dächer) statt.

## Ausstattung
Das Hauptstück der Ausstattung ist ein Schnitzaltar vom Anfang des 16. Jahrhunderts mit stark plastischen Reliefs, der in der Mitte eine große Kreuzigung und seitlich sechs kleinere Passionsszenen zeigt. Die figurenreichen, dramatisch bewegten Darstellungen sind wohl niederländischer Herkunft. Sie wurden 1868 neu gefasst  und in einem einheitlichen neugotischen Gehäuse untergebracht. In der Predella wurde eine Kopie des Abendmahl-Gemäldes nach Leonardo da Vinci eingesetzt.
Die hölzerne Kanzel von 1710 ist mit Akanthusschnitzereien verziert. Der Korb wird von einer geschnitzten Figur Johannes des Täufers getragen; die Treppenbrüstung ist mit Figuren der zwölf Apostel in rundbogigen Nischen bereichert. Der kronenartige Schalldeckel mit Christus als Weltenrichter ergänzt die Ausstattung. Bemerkenswert ist die illusionistische Darstellung der mit Spruchbändern umherfliegenden Engel. Weiter ist ein Sandstein-Epitaph des 1617 gestorbenen Bürgermeisters J. Gratz und seiner Frau, dargestellt in Zeittracht als Flachrelief, zu erwähnen.
Das Taufbecken ist aus bronziertem Zinkguss in Form einer Fünte 1868 gefertigt. Die Oberfläche ist mit neugotischem Maßwerk-Relief versehen. Sie steht vor den Stufen des Altarraumes. Eine spätgotische Bronzeglocke von 1528 stammt aus der früheren Hospitalkirche St. Georg.

## Orgel
Die Orgel wurde 1867 von Friedrich Hermann Lütkemüller aus Wittstock gebaut. Sie besitzt 44 Register, verteilt auf drei Manuale und Pedal, sowie eine mechanische Spiel- und Registeranlage und ist die größte noch erhaltene Orgel dieses Orgelbauers. Nach tiefgreifender langjähriger Restaurierung und Rückführung in den Originalzustand erklingt das Instrument seit 2014 wieder in den charakteristischen Klangfarben der Romantik. Diese Restaurierung wurde durch die Stiftung Orgelklang gefördert.
Die Disposition lautet:
| I Manual (Oberwerk) C–g3 |        |  |
| Bordun                   | 16′    |  |
| Principal                | 8′     |  |
| Viola di Gamba           | 8′     |  |
| Flöte                    | 8′     |  |
| Gedackt                  | 8′     |  |
| Nasard                   | 5 1⁄3′ |  |
| Octave                   | 4′     |  |
| Flöte                    | 4′     |  |
| Gedackt                  | 4′     |  |
| Quinte                   | 2 ⁄3′  |  |
| Octave                   | 2′     |  |
| Cornett V                | (8′)   |  |
| Scharff V                | (2′)   |  |
| Trompete                 | 8′     |  |

| II Manual (Unterwerk) C–g3 |       |  |
| Quintatön                  | 16′   |  |
| Principal                  | 8′    |  |
| Salicional                 | 8′    |  |
| Gedackt                    | 8′    |  |
| Octave                     | 4′    |  |
| Rohrflöte                  | 4′    |  |
| Quinte                     | 2 ⁄3′ |  |
| Octave                     | 2′    |  |
| Mixtur IV                  | (2′)  |  |
| Clarinette                 | 8′    |  |

| III Manual (Echowerk, Schwellwerk) C–g3 |     |  |
| Lieblich Gedackt                        | 16′ |  |
| Gemshorn                                | 8′  |  |
| Gedackt                                 | 8′  |  |
| Dolce                                   | 8′  |  |
| Principal                               | 4′  |  |
| Fugara                                  | 4′  |  |
| Traversflöte                            | 4′  |  |
| Flautino                                | 2′  |  |

| Pedal C–d1   |         |  |
| Kontraviolon | 16′     |  |
| Principal    | 16′     |  |
| Violon       | 8′      |  |
| Subbaß       | 16′     |  |
| Großnasard   | 10 2⁄3′ |  |
| Octave       | 8′      |  |
| Violoncell   | 8′      |  |
| Baßflöte     | 8′      |  |
| Posaune      | 16′     |  |
| Trompete     | 8′      |  |
| Clairon      | 4′      |  |
| Octave       | 8′      |  |

- Koppeln:
  - Manual I – Manual II
  - Manual I – Manual III
  - Pedal – Manual I
- Nebenregister und Spielhilfen:  4 Sperrventile